# Antiga fàbrica del passeig de Barcelona
L'antiga fàbrica del passeig de Barcelona és una obra d'Olot (Garrotxa) inclosa a l'Inventari del Patrimoni Arquitectònic de Catalunya.

## Descripció
És una antiga fàbrica de planta rectangular, amb baixos i dos pisos superiors. La porta, decorada amb doble arcada i dos motius florals al costat, és central amb una finestra a cada costat de cantoneres arrodonides i balustrades. La façana va estar realitzada amb estucats fent excepció als marcs de les obertures que són pedra. El primer pis té tres balcons, essent el central més gran, sostinguts per grans motllures decorades. El segon pis disposa d'obertures molt petites, algunes d'elles cegades com a motiu ornamental, amb decoracions de fullatges de colors blaus i blancs. Aquí hom hi pot veure les inicials E.L. i la data 1895.

## Història
El creixement urbà de finals del segle xix es du a terme a Olot pel carrer Mulleres, el passeig de Sant Roc, el Firal i la plaça Palau. Això no obstant, els projectes de més envergadura d'aquest moment seran el passeig de Barcelona i la plaça Clarà. Aquest passeig és un dels conjunts arquitectònics urbanístics més remarcables de la vila. És interessant per la perfecta integració entre espais verds i les construccions, d'una qualitat arquitectònica notable. Les primeres plantacions d'arbres daten del primer terç del segle xix.